# Sven van der Graaf
Sven van der Graaf (Utrecht, 14 februari 1965) is een Nederlands oud-honkballer en softbalcoach.
Van der Graaf, een rechtshandige korte stop en derde honkman, maakte deel uit van het Nederlands honkbalteam dat in 1985 Europees kampioen werd. Hij stond bekend om zijn goede gooivermogen. en kwam in totaal veertien interlands uit voor het Nederlands team tussen 1984 en 1988. Hij kwam tevens tussen 1981 en 1989 uit voor het eerste herenteam van HCAW in de hoofdklasse. Momenteel is hij softbalcoach bij HCAW in Bussum. Onder zijn leiding behaalde het pupillenteam van HCAW in 2008 het landskampioenschap. In het seizoen 2010 was hij samen met Ben van den Berg coach van het eerste damessoftbalteam van HCAW. Hij is broer van de oud-softbalinternational Inger van der Graaf